# Juan Antonio Ríos Morales

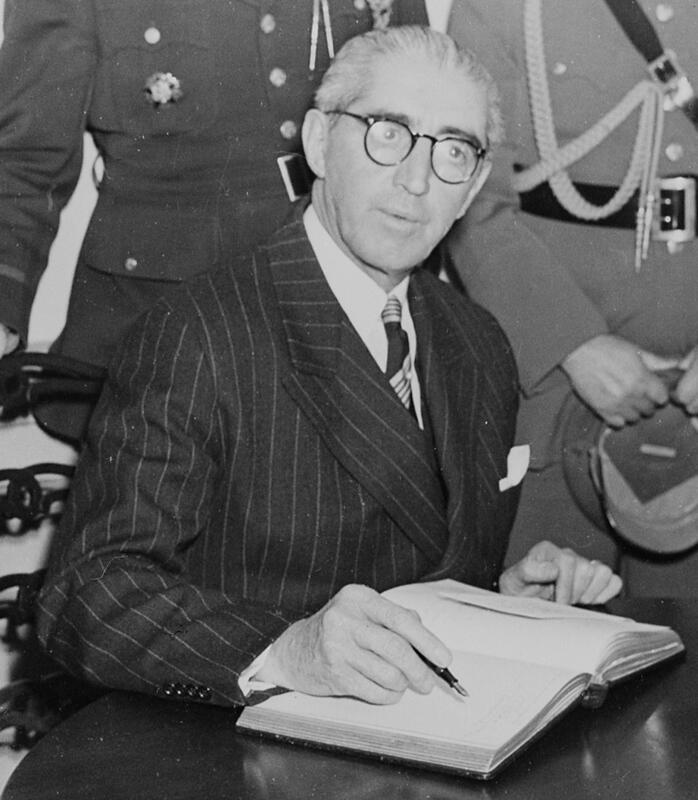
Juan Antonio Ríos

Juan Antonio Ríos Morales (* 10. November 1888 auf dem Gut Huichicura bei Cañete; † 27. Juni 1946 in Paidahue) war ein chilenischer Politiker. Von 1942 bis 1946 amtierte er als Präsident seines Landes.

## Leben
Juan Antonio Ríos wurde als jüngstes von vier Kindern aus der dritten Ehe seines Vaters, eines Gutsbesitzers, geboren. Er besuchte die Schule seines Heimatortes und studierte anschließend an der Hochschule in Concepción, die er 1914 als Rechtsanwalt verließ.
Früh begeisterte er sich für die Ideen der Radikalen Partei und übernahm bald die Führung in deren Jugendorganisation in Concepción. 1920 unterstützte er bei der Präsidentschaftswahl den siegreichen Kandidaten Arturo Alessandri Palma und leitete seine Kampagne im Süden Chiles. Im Oktober 1921 heiratete er Marta Ide (1899–1990), die Tochter eines Deutschchilenen aus Concepción, mit der er drei Söhne bekam. Noch im selben Jahr entsandte ihn Alessandri, der neue Präsident, als Generalkonsul nach Panama. Dort blieb Ríos bis zum Jahr 1924, in dem er für seinen südchilenischen Heimatwahlkreis in den Kongress gewählt wurde. 1925 berief Präsident Alessandri Ríos in den Ausschuss, der sich mit der Ausarbeitung einer neuen Verfassung befasste. Die unter Ríos Mitwirkung entstandene Verfassung wurde am 30. August bei einer Volksabstimmung mit großer Mehrheit angenommen.
Während der Militärdiktatur unter Carlos Ibáñez del Campo war Juan Antonio Ríos Vorsitzender der Radikalen Partei, die vehement für eine Rückkehr zur Demokratie eintrat. Ríos selbst stand der Ibáñez-Regierung und ihren Errungenschaften allerdings weniger ablehnend gegenüber. Dies führte dazu, dass die Radikale Partei ihn nach dem Sturz Ibáñez’ wegen seiner Zusammenarbeit mit dem Regime auf dem Parteitag am 26. Juli 1931 aus der Partei ausschloss.
1932 stürzte ein erneuter Militärputsch den amtierenden Präsidenten Juan Esteban Montero Rodríguez. Ríos unterstützte den Umsturz und trat als Innenminister in das Kabinett des Junta-Chefs Carlos Dávila Espinoza ein. Ein weiterer Putsch brachte General Blanche in den Präsidentenpalast von Santiago de Chile, die Moneda. Diesmal erhielt der erfahrene Jurist Ríos von den Militärs den Posten des Justizministers. Im Oktober 1932 trug Arturo Alessandri bei den Präsidentschaftswahlen einen deutlichen Sieg davon und das Land kehrte zur verfassungsmäßigen Ordnung zurück. Als Ex-Minister der Putschisten trat Juan Antonio Ríos zunächst einmal von der großen politischen Bühne ab.
Bei den Parlamentswahlen von 1933 kandidierte Ríos jedoch bereits wieder als unabhängiger Kandidat in seinem Heimatwahlkreis, den er anschließend bis 1937 im Kongress vertrat. Nach dieser Zeit war Ríos war politisch rehabilitiert und auch seine Partei nahm ihn wieder in ihre Reihen auf.
Zum Ende der Amtszeit von Arturo Alessandri bildeten die Radikalen, gemeinsam mit Sozialdemokraten und Kommunisten, das Mitte-links-Bündnis Frente Popular („Volksfront“), dessen erster Vorsitzender Ríos wurde. Bei den innerhalb des Parteienbündnisses abgehaltenen Vorwahlen zur Präsidentschaftskandidatur gewann Pedro Aguirre Cerda klar gegen Ríos. Der Kandidat der Volksfront konnte auch die nachfolgenden nationalen Wahlen knapp für sich entscheiden und trat im Dezember 1938 das Präsidentenamt an.
Unter Aguirre amtierte Juan Antonio Ríos als Präsident der staatlichen Hypothekenbank (Caja de Crédito Hipotecario) und war einer der führenden Köpfe innerhalb der Radikalen Partei. Innerparteilich war Gabriel González Videla sein schärfster Rivale. Aufgrund einer Lungentuberkulose gab Präsident Pedro Aguirre sein Amt im November 1941 an den Vizepräsidenten Jerónimo Méndez ab und starb noch im selben Jahr. Am 1. Februar 1942 sollte ein Nachfolger gewählt werden. Ríos und sein Rivale González, der erst zwei Tage vor der Entscheidung von einem auswärtigen Diplomatenposten in Europa nach Santiago zurückgeeilt war, kämpften um die Nominierung als Spitzenkandidaten ihrer Partei. Bei den innerparteilichen Vorwahlen lagen die beiden gleichauf, sodass die Entscheidung einem Schiedsausschuss übertragen werden musste, der zugunsten einer Kandidatur von Ríos votierte. Dem von ihm als Spitzenkandidaten angeführten Wahlbündnis unter dem neuen Namen Alianza Democrática („Demokratische Allianz“) schlossen sich auch die Linksparteien an.
Mit einer klaren absoluten Mehrheit von fast 56 % der Stimmen gewann Juan Antonio Ríos die Präsidentschaftswahlen im Februar 1942 gegen den Kandidaten der Rechten, den früheren Diktator Ibáñez, und trat sein Amt am 2. April 1942 an.
In seiner Wirtschaftspolitik setzte er auf die Förderung der staatlichen Öl-, Strom- und Stahlunternehmen. Außenpolitisch hielt Ríos Chile im Zweiten Weltkrieg neutral, was auch mit Rücksicht auf die zahlreichen Chilenen deutscher und österreichischer Herkunft geschah, und widerstand zunächst dem Drängen der USA, an der Seite der Alliierten in den Krieg einzutreten. Allerdings brach Chile die diplomatischen Beziehungen mit den Achsenmächten auf Druck des Auslandes, das mit wirtschaftlichen Sanktionen drohte, bald nach Ríos Amtsantritt ab. Nachdem sich der Kriegsausgang immer klarer abzeichnete und sich auch im Inland starker Protest gegen die Neutralität Chiles regte, beschloss die Regierung Ende 1944, das Land solle nun doch als Verbündeter der USA in den Krieg eintreten. Der Einfluss auf das Kriegsgeschehen blieb aber auch nach dem formellen Kriegseintritt im Februar 1945 sehr gering.
Innenpolitisch sahen sich Ríos und sein großteils aus „Fachleuten und politischen Freunden“ (also Personen aus dem rechtsgerichteten Umfeld Ríos’ ohne Verbindung zur Radikalen Partei) bestehendes Kabinett zunehmend isoliert: Seine Partei forderte die Entlassung aller rechts orientierten Politiker und Spitzenbeamten aus ihren Ämtern und verlangte eine rein radikale Regierung. Gleichzeitig wurde unerwartet eine schnell fortschreitende Krebserkrankung beim Präsidenten diagnostiziert. Als sich sein Gesundheitszustand bereits zunehmend verschlechterte, gab Ríos den Forderungen seiner Partei zögernd nach und bildete sein Kabinett schließlich so um, dass es nur noch aus radikalen Ministern bestand. Schon im Januar 1946 musste er die Amtsgeschäfte jedoch aufgrund seiner Krankheit ganz aufgeben. Er verbrachte seine letzten Tage in Paidahue, wo er am 27. Juni 1946, zwei Jahre vor dem Ende seiner Amtszeit, starb.